# Furunkel
En furunkel (av latin furunculus, "liten tjuv") är en hudåkomma som uppkommer på grund av att en eller flera hårsäckar har blivit inflammerade (därför kan åkomman lätt förväxlas med finnar/akne) till följd av infektion, oftast av Staphylococcus aureus. Inflammationen orsakar varbildning samt ger, i linje med inflammationens kardinaltecken, rodnad, värmeökning och ömhet. Furunklar förekommer oftast på underarmarna, axlarna, ryggen, i ansiktet och på skinkorna. 
Furunklar försvinner ofta av sig själv efter fyra till tio dagar om man lägger om varma kompresser eller häller över varmt vatten för att snabbare få bort varet och, när varet har försvunnit, tvättar noga och lägger om såret. I allvarligare eller recidiverande fall kan dock läkarbesök och behandling med antibiotikum, isoxazolyl-penicillin alternativt vid penicillinallergi linkosamid, vara aktuellt. 
Furunkeln går även under namnet spikböld eftersom de hål som en furunkel som har tömts på var lämnar efter sig ser ut att vara slagna av en spik. Furunklar är så vanliga att praktiskt taget alla människor någon gång får sådana på kroppen. De kan återkomma efter att de har läkt ut, eftersom de varbakterier som orsakar dem finns kvar på hudytan och kan infektera en annan hårsäck eller körtel vid ett senare tillfälle. Har man en furunkel någonstans på kroppen, måste man vara mycket noga med tvätta händerna innan man handskas med matvaror eftersom bakterier förökar sig i uppvärmd föda och kan då framkalla matförgiftning.
Återkommande furunklar kan vara ett tecken på diabetes.